# 흰꼬리수리

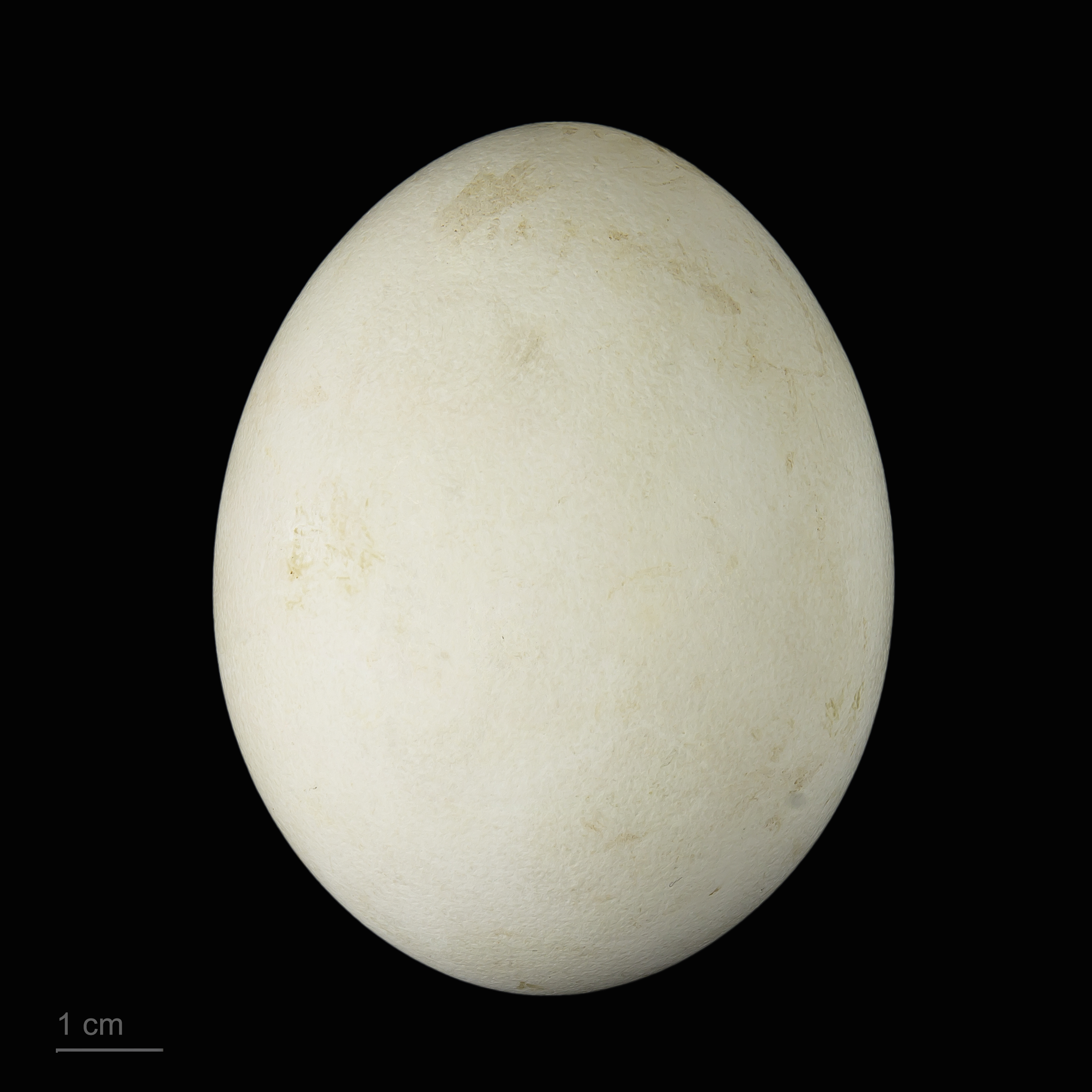
Haliaeetus albicilla

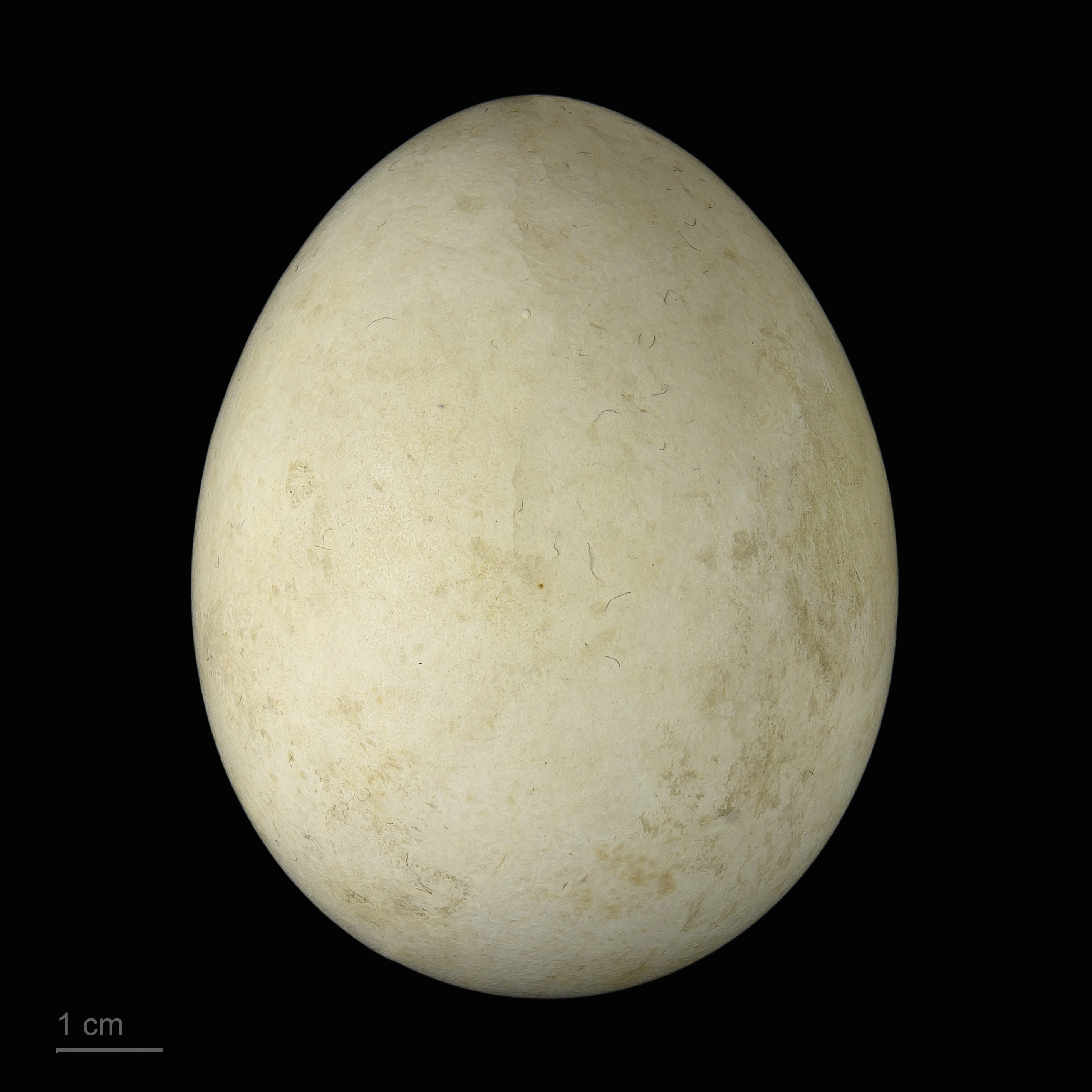
Haliaeetus albicilla groenlandicus

흰꼬리수리(영어: white-tailed eagle, 학명: Haliaeetus albicilla 할리아이에투스 알비킬라[*])는 수리과에 속하는 맹금류이다. 몸길이는 84-94cm로 목이 황갈색이고, 꼬리는 흰색이며, 나머지는 갈색이다. 새끼는 몸이 갈색이고 부리와 발은 노랗다. 해안·습지·호수 및 큰 하천가에 서식하며 연어·송어 같은 어류, 토끼·쥐·오리·물떼새·도요새·까마귀 같은 포유류와 작은 조류를 먹는다. 암컷은 흰색 또는 회백색 알을 1-4개 낳는다. 혼자 생활하지만 번식이 끝난 뒤에는 어린 새와 같이 다니기도 한다. 유라시아대륙 전역에 걸쳐 폭넓게 분포하며 한국에서는 겨울에 볼 수 있으며 환경부 지정 멸종위기 1급인 동물이다.

## 개요
흰꼬리수리는 매우 큰 대형 수리종이다. 전신은 약 84-94cm에 달하고 양 날개를 편 길이는 1.78-2.45미터에 이른다. 날개 중점이 2.18 미터 (7.2피트)에 이르는 만큼 평균적으로 어떠한 수리보다 가장 크다. 몸무게와 총 길이 면에서 더 큰 참수리는 생존하는 수리종들 가운데 평균적인 날개 길이에서 가장 가까운 적수이다. 흰머리수리는 흰꼬리수리와 크기가 거의 동일하지만 평균 날개 길이가 더 짧으며 더 긴 꼬리 때문에 일반적으로 총 길이는 더 크다. 암컷은 일반적으로 4~6.9 킬로그램 (8.8~15 파운드)의 무게가 나가며 이는 3.1~5.4 킬로그램 (6.8~12 파운드)의 수컷보다 더 무거운 편이다. 이 종의 최고 몸무게 기록은 스코틀랜드의 한 종인 7.5 킬로그램 (17 파운드)에 이르는 반면 그린란드계의 더 최근의 거대한 암컷은 날개 길이가 2.53미터 (0.3 피트)인 것으로 보고된다. 표준 측정 기준으로 날개 길이는 55.2~71.1 센티미터 (21.7~28.2 인치), 꼬리는 25~33 센티미터 (9.8~13 인치), 발목뼈는 9.2~10.1 센티미터 (3.6~4.0 인치), 부리는 6~6.5 센티미터 (2.4~2.6 인치)에 이른다. 그린란드계 수리종은 다른 개체수의 종들에 비해 일반적으로 더 큰 것으로 조사되었다. 흰꼬리수리는 전 세계에서 4번째로 큰 수리종이자, 평균적으로 4번째로 무거운 수리종으로 간주된다.
일부 종들은 25년 이상 생존하는 것으로 알려져 있으며 평균적으로 21년 간 생존한다.

## 서식
이러한 대형 수리종은 북유럽과 북아시아에 서식한다. 유럽에서는 노르웨이 연안에 가장 많이 서식하고 있다. 2008년 개체 수 조사에서는 9,000~11,000 쌍의 개체가 살고 있다. 일부 분리 거주하는 개체들은 남서쪽 끝의 그린란드와 아이슬란드 서부에서 발생한다. 전자는 커다란 크기의 신체 비율에 따라 groenlandicus라는 아종으로 제안되었다. 그러나 이 종들은 현재 단형으로 간주되며 베르그만의 법칙에 따라 크기의 다양성이 일부 변이적이다. 최근의 미토콘드리아 DNA 연구가 이 개념을 견지하고 있다.

## 먹이
흰꼬리수리의 먹이는 다양하고 기회주의적 먹이 습성을 보이며 계절성을 띈다. 먹이에는 물고기, 새, 포유동물이 포함된다. 많은 수가 청소동물로 살아가며 일상적으로 수달, 가마우지를 포함한 맹금류들이 잡은 먹이를 가로채 먹기도 한다. 겨울 동안에는 물고기 및 조류, 포유류의 사체를 먹는데, 거기에다 고래부터 가축, 심지어는 사후의 인간까지도 무엇이든 선호한다. 이들은 회색 늑대 따위의 가장 큰 육식 포유동물들은 제외하더라도 전반적으로 보면 지배적인 청소 동물이다. 그러나 이 수리종은 강력한 사냥꾼이기도 하다. 스코틀랜드에서 이 종의 먹이는 동지역성의 검독수리의 먹이와 상당히 다르며 노르웨이의 사례에서도 마찬가지이다. 흰꼬리수리가 날마다 먹어야 하는 음식의 양은 500~600그램이다. 일반적으로 검독수리에 비해 덜 활발한 사냥꾼이긴 하지만 음식을 두고 싸우는 일은 개개의 수리마다 다르다. 개체 수가 많은 지역에 생존할 수 있으며 일반적으로 검독수리의 수를 초과하는데, 이는 창자가 더 길고 더 효율적인 소화 계통을 지니고 있어서 음식을 덜 먹어도 더 잘 살 수 있기 때문이다.

## 번식
흰꼬리수리는 4~5년이 되면 성적으로 성숙한 상태가 된다.
둥지는 커다란 조직의 나무 막대기들 안이나 해안 절벽 위에 위치한다. 이들의 세력권에 대한 믿음으로 말미암아 한번 둥지를 틀면 둥지는 종종 재사용되는데 , 이따금 여러 세대에 걸쳐 수십년 간 사용하고 아이슬란드의 한 둥지의 경우 150년 넘게 사용한 일이 있다.
흰꼬리수리의 세력권은 30~70km2 범위이며 거의 바닷가를 끼고 살지만 가끔은 큰 호수나 강 가까이에도 볼 수 있다. 이들의 세력권은 검독수리의 세력권과 겹치기도 하지만 이 종들 간의 싸움은 제한적이다. 이는 검독수리는 산악과 황무지를 선호하는 반면 흰꼬리수리는 해안과 바다를 선호하기 때문이다. 다 큰 흰꼬리수리는 자연 상 천적은 없으므로 정점 포식자로 간주된다.
알은 해마다 1~3개를 낳는데 그 주기는 3~4월에 2~5일 간격이며, 또, 38일 간 양 부모가 알을 품는다. 한번 부화하면 새끼들은 다른 새끼들에게 매우 관대하지만, 첫 부화한 새끼는 종종 더 크며 먹이를 받아먹는 횟수가 더 많다. 암컷이 주로 알을 품고 직접 먹이를 먹이며 수컷이 간혹 그 일을 넘겨 받는다. 새끼들은 5~6주 간 성장한 뒤 먹이를 먹을 수 있으며 11~12 주쯤 되어 날 수 있게 되어 둥지 가까운 곳에서 떠나지 않는다. 그 뒤 6~10주 간 더 부모들이 돌본다. 새끼새의 성별은 영역법이나 DNA를 사용하여 식별이 가능하다.

## 선사시대
오크니 제도(스코틀랜드)에서 흰꼬리수리의 뼈들이 6,000년 된 흙 무덤들에서 발견되었는데, 이는 새들이 그곳의 선사시대 사람들에게 숭배의 대상이 되었음을 의미한다.